# Le Fantôme de l'Opéra (film, 2004)
Pour les articles homonymes, voir Le Fantôme de l'Opéra (homonymie).
Pour plus de détails, voir Fiche technique et Distribution.
Le Fantôme de l'Opéra (The Phantom of the Opera) est un film américano-britannique réalisé par Joel Schumacher et sorti en 2004. Il s'agit d'une adaptation cinématographique de la comédie musicale The Phantom of the Opera d'Andrew Lloyd Webber, elle-même inspirée du roman Le Fantôme de l'Opéra de Gaston Leroux.

## Synopsis
Dans les fastes de l'Opéra Populaire, la soprano Christine Daaé commence sa carrière sous les meilleurs auspices. Son succès immédiat est dû à sa voix d'or et aux leçons qu'elle reçoit de son « ange de la musique ».
Ce professeur est un être mystérieux qui vit reclus dans les souterrains du bâtiment. L'homme, un génie défiguré nommé Erik, aime sa protégée d'une passion absolue et exclusive. S'il est un ange pour la jeune fille, il est le Fantôme de l'Opéra pour les autres, craint pour son caractère despotique et sa nature violente.
Lorsque Christine s'éprend de son ami d'enfance, le vicomte Raoul de Chagny, le Fantôme de l'Opéra ne le supporte pas...

## Fiche technique
Sauf indication contraire, les informations mentionnées dans cette section peuvent être confirmées par la base de données cinématographiques IMDb,  présente dans la section « Liens externes ».
- Titre francophone : Le Fantôme de l'Opéra
- Titre original : The Phantom of the Opera
- Réalisation : Joel Schumacher
- Scénario : Joel Schumacher et Andrew Lloyd Webber, d'après la comédie musicale The Phantom of the Opera d'Andrew Lloyd Webber
- Photographie : John Mathieson
- Décors : Anthony Pratt
- Costumes : Alexandra Byrne
- Production : Andrew Lloyd Webber
- Sociétés de production : Odyssey Entertainment, Really Useful Films et Scion Films
- Sociétés de distribution : Warner Bros. (États-Unis, Canada), Metropolitan Filmexport (France)
- Budget : 70 000 000 $
- Pays de production :  États-Unis,  Royaume-Uni
- Langue originale : anglais
- Format : couleur (Technicolor) - 2.39:1 - 35 mm
- Genre : musical, drame
- Durée : 143 minutes
- Dates de sortie :
  - Royaume-Uni : 9 décembre 2004
  - États-Unis : 22 décembre 2004 (sortie limitée)
  - France : 12 janvier 2005

## Distribution
- Gerard Butler : Erik, le fantôme de l'opéra
- Emmy Rossum : Christine Daaé
- Patrick Wilson : Raoul, vicomte de Chagny
- Miranda Richardson : Madame Giry
- Minnie Driver : Carlotta
- Ciarán Hinds : Firmin
- Simon Callow : André
- Victor McGuire : Piangi
- Jennifer Ellison : Meg Giry
- Murray Melvin : M. Reyer
- Kevin McNally : M. Buquet
- James Fleet : M. Lefevre
- Ramin Karimloo : Gustave Daaé, le père de Christine (caméo photographique)

## Production

### Genèse et développement
En 1988, à la suite du succès de sa comédie musicale The Phantom of the Opera à Broadway, Andrew Lloyd Webber est disposé à transposer son œuvre sur grand écran. Il se tourne vers le réalisateur-scénariste Joel Schumacher, impressionné par son choix pour la bande-originale du film Génération Perdue. Le long-métrage est produit par la Warner Bros., laquelle s'engage à laisser toute liberté artistique au compositeur. Michael Crawford et Sarah Brightman sont prêts à reprendre les rôles qu'ils ont créés à Londres et Broadway. Le tournage est annoncé pour l'été 1990. Toutefois, le divorce de Webber et Brightman met un frein à la production. Cette dernière est retardée et Schumacher, n'étant plus disponible, doit se désister. Jerry Zucker est annoncé durant un temps à la réalisation mais le studio décide finalement d'abandonner le projet[réf. nécessaire].
Après le succès d'Evita en 1996, la Warner Bros. semble vouloir concrétiser l'adaptation. Le scénario comme la musique sont modifiés et, au grand dam des fans de la comédie musicale, Crawford et Brightman ne tiennent plus les rôles-titres. Les fans montent alors une pétition « The Phantom Movie Campaign » pour permettre à Crawford de reprendre le rôle du Fantôme, en vain. Finalement, le studio n'est pas convaincu par cette nouvelle version et abandonne à nouveau le projet[réf. nécessaire].
En décembre 2002, Andrew Lloyd Webber rachète les droits d’adaptation à la Warner Bros. et Joel Schumacher réitère son implication. Le projet est alors le film indépendant le plus cher jamais réalisé, avec un budget de 80 millions de dollars. John Travolta, Antonio Banderas et Hugh Jackman sont envisagés pour le rôle du Fantôme et Anne Hathaway (qui a reçu une formation de soprano) pour celui de Christine. Gerard Butler et Emmy Rossum incarnent finalement le tandem principal tandis que Patrick Wilson, fort de son expérience sur Broadway, est choisi pour camper Raoul. Pour le personnage de Carlotta, le choix se porte sur Minnie Driver, laquelle construit sa performance outrancière autour du style camp. Les passages chantés par Carlotta dans le film sont doublés par la soprano Margaret Preece ; Driver interprète néanmoins la chanson du générique, Learn To Be Lonely, composée spécialement pour le film. Bien qu'il manque d'expérience dans le domaine du chant, le rôle de Richard Firmin est dévolu à Ciarán Hinds, lequel avait déjà été dirigé par Schumacher sur Veronica Guerin.

### Tournage
Le tournage s'étend du 15 septembre 2003 au 15 janvier 2004. Le film est tourné entièrement aux Pinewood Studios ; il nécessite huit plateaux de tournage. Une partie de l'Opéra est construite sur place, l'autre est générée par infographie (CGI) et l'ensemble bénéficie d'une maquette à échelle conçue par la société spécialisée Cinesite. Le décor le plus imposant représente l'intérieur de l'Opéra : il peut accueillir sans difficulté 900 personnes et sa construction s'est étalée sur trois mois. Le fameux lustre coûte plus d'un million de dollars et est une création exclusive de Swarovski. Cinesite a également conçu une miniature du lustre pour la scène de sa chute, le modèle grandeur nature étant trop imposant pour le décor. Pour la scène de All I Ask of You, les toits parisiens environnants sont entièrement en matte paintings.
Le chef décorateur Anthony Pratt s'est inspiré du travail de l'architecte Charles Garnier, concepteur de la célèbre salle d'opéra française éponyme. Ses autres références vont de Edgar Degas et John Singer Sargent à Gustave Caillebotte, en passant par le mouvement préraphaélite, plus spécifiquement Dante Gabriel Rossetti. Le cimetière enneigé a pour inspiration les sépultures du Père Lachaise et de Montparnasse.
L'espace d'une séance, Joel Schumacher rend hommage à La Belle et la Bête de Jean Cocteau : lorsque Christine et le Fantôme s'aventurent dans les sous-sols de l'Opéra, le couloir est en effet illuminé par une armée de bras tenant des candélabres.
Pour la scène de Masquerade, la cheffe costumière Alexandra Byrne s'est limitée à l'utilisation du noir, du blanc, de l'or et de l'argent, prenant à contre-pied la vision bariolée du tableau original. Seuls Christine et le Fantôme dérogent à la règle : la jeune fille arbore une toilette rose poudré et Erik apparaît dans le costume écarlate traditionnel de la Mort Rouge.

## Accueil

### Dans la presse anglophone
Les retours anglophones sont globalement négatifs. Si les critiques louent les visuels et la distribution, en particulier la performance de Rossum, ils fustigent néanmoins l'écriture, la mise en scène et les libertés prises vis-à-vis de la version scénique, jugées inutiles. De plus, les détracteurs de la comédie musicale ne sont pas davantage séduits par le long-métrage.
Jonathan Rosenbaum, du Chicago Reader, affirme que « la romance adolescente et le chant de style opérette remplacent les éléments d'horreur familiers aux cinéphiles [...]. Le réalisateur Joel Schumacher obscurcit tous les vestiges d'un spectacle de scène chic avec la même surpuissance disco apportée à Batman Forever ».
Via Newsweek, David Ansen réitère sa lassitude : « Son romantisme kitsch m'a ennuyé à Broadway et il m'ennuie ici [...]. Je peux facilement imaginer un Fantôme plus fringant et charismatique que celui de Butler. Rassurez-vous cependant : les chansons néo-pucciniennes de Lloyd Webber sont reprises encore et encore, si bien que vous êtes assurés de sortir en fredonnant ».
Du côté de Entertainment Weekly, Owen Gleiberman s'étonne de la pruderie du long-métrage : « Schumacher, l'homme qui a ajouté des mamelons au costume de Batman, a mis en scène le Fantôme d'une manière très chaste, comme si son travail se limitait à faire adhérer le public à chaque note ». Il conclut que le résultat n'est « pas assez vulgaire. L'opérette horrifique d'Andrew Lloyd Webber semble coûteuse mais a été filmée sans atmosphère décadente ni flux visuel. Emmy Rossum possède une douceur innée mais Gerard Butler, en tant que Fantôme, chante comme un pain de viande farci avec trop d'ail ».
Roger Ebert compte parmi les rares défenseurs du film : selon lui, « les cinéphiles à l'esprit ouvert, les romantiques sans vergogne et, bien sûr, les fans du Fantôme ne devraient avoir aucun mal à laisser leurs penchants les plus sombres [...] céder à la puissante musique de la nuit ». En guise de conclusion, il rappelle que la comédie musicale exerce depuis deux décennies un « charme inexplicable » sur le public, le laissant « triste, sentimental, évanoui, souriant, [...] transporté et ému » : « ce sort perdure » via l'adaptation de Schumacher.
Seize ans après la sortie du long-métrage, Heather Wixson publie un article intitulé « Il est temps de rendre son dû à l'adaptation de The Phantom of the Opera par Joel Schumacher ». Dans son plaidoyer, la journaliste encense notamment « les costumes époustouflants et impressionnants ». Elle trouve le choix pour le personnage principal très intéressant et admire l'« énergie brute que Butler insuffle au rôle du Fantôme, [avec] ce sentiment de colère rauque qui transparaît à chaque mot prononcé et chaque parole chantée [...]. [Il y a un] sentiment palpable de douleur et d'angoisse dans la performance délivrée par Butler, [qui] se transforme souvent en quelque chose de très animal ». Elle déclare également que Patrick Wilson « est facilement l'une de [ses] représentations préférées [de Raoul], toutes versions de The Phantom confondues ». Elle conclut en affirmant que le résultat est une « réalisation audacieuse et ambitieuse », « l'une des meilleures mises en scène de Schumacher sur l'ensemble de sa carrière ».

### Dans la presse française
Sauf indication contraire, les informations mentionnées dans cette section peuvent être confirmées par la base de données cinématographiques Allociné,  présente dans la section « Liens externes ».Les retours s'avèrent légèrement plus positifs du côté francophone, même si le film divise les journalistes. Le site Allociné recense une moyenne de 2,7/5 pour 22 titres de presse. Le consensus salue la prestation de certains interprètes, la démesure et la musique mais regrette les aspects niais, la patte résolument kitsch et le manque d'inspiration de la mise en scène.
Parmi les plus enthousiastes, Le Figaro évoque « un spectacle grandiose » et Le Point vante une « musique exceptionnelle ». Selon Le Journal du dimanche, « le résultat est flamboyant ». Le Figaroscope loue quant à lui la performance des acteurs : « Emmy Rossum, dix-sept printemps, voix de rossignol et sensibilité à fleur de peau, Gerard Butler, fantôme irrésistiblement tragique, et Patrick Wilson, fougueux Raoul ».
Plus mitigé, Rolling Stone souligne « [les] dialogues chantés (en play-back), [les] décors kitchounets et [les] beaux acteurs doués vocalement » tout en déplorant une mise en scène « sans grand effort d'originalité ». France-Soir voit dans cette adaptation une « superproduction parfois flamboyante mais le plus souvent mièvre et boursouflée ». Pour Studio, avec sa « mise en scène qui ne refuse ni le kitsch, ni l'exubérance, ni les effets, ni les clichés surannés, [le réalisateur] signe là une version iconoclaste de La Belle et la Bête, brodée de mélodies incomparables ».
Enfin, parmi les avis les plus défavorables, Télérama affirme que « tout, y compris la fraîcheur blanche-neigeuse d'Emmy Rossum, passe au rouleau compresseur. On en sort aussi à plat ». Télé 7 jours, pas plus enthousiaste, fustige une « musique anglo-saxonne bien ennuyeuse ». Pour le magazine Première, « Joel Schumacher s'enlise dans la boursouflure ».

## Musique
L'enregistrement original du Fantôme de l’Opéra s'est vendu à plus de 40 millions de disques. C'est l'enregistrement de spectacle le plus vendu au monde[réf. nécessaire]. La version cinéma a permis à Andrew Lloyd Webber de revisiter les enregistrements originaux. Il a pu produire une version complètement orchestrale de cette musique immensément populaire.
Les principales chansons du spectacle et du film sont :
- Think of Me : l'aria qui marque le passage de Christine des danseuses de ballet au statut de soprano vedette, à la place de La Carlotta.
- Little Lotte / The Mirror : le premier duo intense entre le Fantôme et Christine dans sa loge.
- The Phantom of the Opera : la chanson signataire du Fantôme, avec laquelle il séduit Christine et l'attire dans son repaire sous l'Opéra.
- All I Ask of You : la sérénade romantique de Christine et Raoul sur les toits de l'Opéra, où le Fantôme se rend compte de leur amour.
- Masquerade / Why So Silent : le morceau d'ensemble spectaculaire réunissant un grand public et qui marque le déclenchement de la campagne de terreur la plus élaborée du Fantôme.
- The Point of No Return : l'angoissant et brûlant duo entre le Fantôme et Christine, lequel se déroule durant la première de Don Juan Triumphant, l'opéra composé par le Fantôme.
- The Music of the Night : la célèbre chanson du Fantôme dans son repaire.

Les ventes sont conséquentes, l'album atteint la première position du classement dans la catégorie bande originale de Billboard et la seizième position du classement dans le Top 200 du magazine. L'album est certifié disque de platine aux États-Unis ainsi que disque d'or au Royaume-Uni, en Australie et en Grèce.
L'album remporte le prix de la Bande originale de l'année aux Japan Gold Disc Awards organisés par la RIAJ.
Le morceau Learn to Be Lonely, composé par Andrew Lloyd Webber et Charles Hart, est créé spécialement pour le film. Il reprend la mélodie d'une chanson inutilisée, No One Would Listen, qui devait à l'origine être chantée par Gerard Butler. Elle est nommée à l'Oscar de la meilleure chanson originale durant la 77e cérémonie et au Golden Globe de la meilleure chanson originale durant la 62e cérémonie.

### Bandes originales commercialisées
La bande originale est éditée par Sony Music et sort le 23 novembre 2004. Une édition plus complète en 2 CD est également commercialisée.

#### Edition simple
| 1.  | Overture                                  | | 2:45  |
| 2.  | Think of Me                               | Emmy Rossum, Patrick Wilson | 3:39  |
| 3.  | Angel of Music                            | Emmy Rossum, Jennifer Ellison, Gerard Butler                                                                                   | 2:42  |
| 4.  | The Mirror (Angel of Music)               | Emmy Rossum, Gerard Butler | 1:59  |
| 5.  | The Phantom of the Opera                  | Emmy Rossum, Gerard Butler | 3:34  |
| 6.  | The Music of the Night                    | Gerard Butler | 5:40  |
| 7.  | Prima Donna                               | Ciarán Hinds, Simon Callow, Patrick Wilson, Margaret Preece, Miranda Richardson, Jennifer Ellison, Emmy Rossum, Victor McGuire | 3:28  |
| 8.  | All I Ask of You                          | Emmy Rossum, Patrick Wilson | 4:52  |
| 9.  | All I Ask of You (Reprise)                | Gerard Butler, Emmy Rossum, Patrick Wilson                                                                                     | 2:14  |
| 10. | Masquerade                                | | 5:29  |
| 11. | Wishing You Were Somehow Here Again       | Emmy Rossum | 3:41  |
| 12. | The Point of No Return                    | Emmy Rossum, Gerard Butler | 8:00  |
| 13. | Down Once More / Track Down This Murderer | Gerard Butler, Emmy Rossum, Patrick Wilson                                                                                     | 12:46 |
| 14. | Learn to Be Lonely                        | Minnie Driver | 2:21  |

#### Edition deluxe
| 1.  | Prologue                                             | | 2:47  |
| 2.  | Overture / Hannibal                                  | Margaret Preece, Victor McGuire, Opera Chorus                                                                                    | 7:25  |
| 3.  | Think of Me                                          | Emmy Rossum, Patrick Wilson | 6:33  |
| 4.  | Angel of Music                                       | Emmy Rossum, Jennifer Ellison, Gerard Butler                                                                                     | 2:59  |
| 5.  | Little Lotte / The Mirror (Angel of Music)           | Emmy Rossum, Gerard Butler | 4:11  |
| 6.  | The Phantom of the Opera                             | Emmy Rossum, Gerard Butler | 4:23  |
| 7.  | The Music of the Night                               | Gerard Butler | 5:38  |
| 8.  | Magical Lasso                                        | Miranda Richardson, Kevin McNally                                                                                                | 1:19  |
| 9.  | I Remember / Stranger Than You Dreamt It             | Emmy Rossum, Gerard Butler | 3:21  |
| 10. | Notes... / Prima Donna                               | Ciarán Hinds, Simon Callow, Gerard Butler, Patrick Wilson, Margaret Preece, Miranda Richardson, Jennifer Ellison, Victor McGuire | 10:04 |
| 11. | Poor Fool, He Makes Me Laugh / Il Muto               | Margaret Preece, Victor McGuire, Gerard Butler, Jennifer Ellison, Emmy Rossum, Ciarán Hinds, Simon Callow, Kevin McNally         | 6:12  |
| 12. | Why Have You Brought Me Here / Raoul I've Been There | Patrick Wilson, Emmy Rossum | 3:04  |
| 13. | All I Ask of You                                     | Emmy Rossum, Patrick Wilson | 4:52  |
| 14. | All I Ask of You (Reprise)                           | Gerard Butler, Emmy Rossum, Patrick Wilson                                                                                       | 2:55  |

| 1.  | Masquerade / Why So Silent                | Ciarán Hinds, Simon Callow, Margaret Preece, Victor McGuire, Jennifer Ellison, Miranda Richardson, Patrick Wilson, Emmy Rossum, Gerard Butler | 8:38  |
| 2.  | Madame Giry's Tale / The Fairground       | Miranda Richardson | 3:29  |
| 3.  | Journey to the Cemetery                   | Emmy Rossum | 3:29  |
| 4.  | Wishing You Were Somehow Here Again       | Emmy Rossum | 3:41  |
| 5.  | Wandering Child                           | Emmy Rossum, Gerard Butler | 1:47  |
| 6.  | The Swordfight                            | Gerard Butler, Patrick Wilson, Emmy Rossum | 1:48  |
| 7.  | We Have All Been Blind                    | Patrick Wilson, Emmy Rossum, Gerard Butler | 3:55  |
| 8.  | Don Juan                                  | Victor McGuire, Gerard Butler, Emmy Rossum | 4:00  |
| 9.  | The Point of No Return / Chandelier Crash | Emmy Rossum, Gerard Butler | 6:43  |
| 10. | Down Once More / Track Down This Murderer | Gerard Butler, Emmy Rossum, Patrick Wilson | 14:32 |
| 11. | Learn to Be Lonely                        | Minnie Driver | 2:27  |

## Doublages français
Le film a été adapté intégralement (chants compris) en français, en allemand, en espagnol et en italien. Deux adaptations françaises (dialogues et chant) ont été réalisées : 
- l'une de Stéphane Laporte enregistrée à Londres au Palace Theater, sous la direction de Simon Lee et Andrew Loydd Webber, et destinée aux pays francophones (Belgique, Luxembourg, Suisse, Canada), à l'exception de la France, et que l'on peut entendre dans le DVD zone 1.
- l'autre de Michel Guillaume, enregistrée à Paris aux studios Dubbing Brothers, sous la direction de Danielle Perret, sortie au cinéma en France et dans le DVD zone 2.

Dans les deux cas, les personnages principaux sont doublés par des figures de la scène musicale française : Laurent Bàn (Hair ; Notre Dame de Paris ; Le Petit Prince), Cécilia Cara (Roméo et Juliette, de la haine à l'amour), Fabian Richard (Les Dix Commandements ; Belles belles belles), Damien Sargue (Roméo et Juliette, de la haine à l'amour).
| Personnage doublé           | V.F. enregistrée à Londres (Belgique, Luxembourg, Suisse, Canada) | V.F. enregistrée à Paris (France) |
| --------------------------- | ----------------------------------------------------------------- | --------------------------------- |
| Erik, Le Fantôme de l'Opéra | Laurent Bàn                                                       | Laurent Bàn                       |
| Christine Daaé              | Cécilia Cara                                                      | Cécilia Cara                      |
| Raoul de Chagny             | Fabian Richard                                                    | Damien Sargue                     |
| Meg Giry                    | Julie Victor                                                      | Rachel Pignot                     |
| Carlotta                    | Agnès Bove                                                        | Anne-Sophie Domergue              |
| Madame Giry                 | Ariane Pirie                                                      | Christine Delaroche               |
| André                       | Jérôme Pradon                                                     | Bernard Alane                     |
| Firmin                      | Patrick Rocca                                                     | Patrick Rocca                     |
| Buquet                      | Franck Vincent                                                    | Renaud Marx                       |
| Piangi                      |                                                                   | Pierre-Yves Duchesne              |
| Lefevre                     |                                                                   | Michel Ruhl                       |

## Distinctions

### Nominations
- Oscars du cinéma 2005
  - Meilleure direction artistique : Ravinder Kang et Fabrice Ndam
  - Meilleure photographie : John Mathieson
  - Meilleure chanson originale : Andrew Lloyd Webber et Charles Hart